# 何塞·马里亚·阿维莱斯县
何塞·马里亚·阿維萊斯县（西班牙語：Provincia de José María Avilés）是玻利維亞的县份，位於該國東南部，屬於塔里哈省的一部分，县府設於烏里翁多，面積2,658平方公里，2001年人口17,504，人口密度每平方公里6.6人。
當地81.6%的人口家裡沒有電力供應，82.9%沒有自來水或衛生設施（1992年），77.0%的人務農、19.2%的人從事服務性行業（2001年），93.9%為天主教徒、4.6%為新教徒（1992年）。